# Ukemi
Ukemi sono le cadute che si eseguono nelle arti marziali.
La traduzione letterale di ukemi è la seguente: uke = ricevere, mi = corpo; quindi per estensione sarà: ricevere il corpo, attutire l'impatto del corpo, proteggere il corpo dall'impatto con il suolo. La pratica delle cadute è, senza alcun dubbio, uno degli esercizi elementari più importanti. Per esempio, il karate, che comprende una quantità di elementi differenti quali forze di spinta e trazione, squilibri, spostamenti, proiezioni, immobilizzazioni, atemi waza, necessita certamente di uno studio dettagliato di queste differenti tecniche in relazione al comportamento dei due combattenti. Ma gli esercizi elementari destinati ad assicurare ai praticanti di Arti Marziali e Sport da Combattimento è il controllo perfetto del proprio corpo, e i suoi movimenti sono di una importanza fondamentale. La tecnica del cadere è destinata a ridurre al minimo l'impatto al quale è sottoposto il praticante sia quando cade spontaneamente, sia in seguito ad una proiezione. Il suo studio è la base del progresso tecnico, senza una buona conoscenza delle cadute si ha sempre paura di essere proiettati e i movimenti del corpo di conseguenza mancano della flessibilità naturale, il comportamento è pesante e c'è una tendenza inconscia a porsi in difesa. Viceversa, se uno è profondamente esercitato in questa tecnica, tutti i movimenti possono essere eseguiti con decisione e con una certa flessibilità fisica e articolare, permettendo rapidi progressi tecnici. È questo che gli insegnanti tecnici spiegano spesso ai principianti nell'affrontare tale studio, in quanto le difficoltà che gli allievi riscontrano sono dovute alla loro disattenzione o alla mancanza di controllo del proprio corpo. Le ukemi, quindi, sono una garanzia e una sicurezza contro l'avversario; sono una importantissima tecnica elementare. Ecco l'elenco:
- mae ukemi: caduta in avanti[2].
- mae mawari ukemi (o Zempo kaiten ukemi): caduta in avanti con rotazione[2].
- ushiro ukemi: caduta all'indietro[3].
- yoko ukemi: caduta laterale[4].